# マイケル・モンスーア (ミサイル駆逐艦)
マイケル・モンスーア（英語: USS Michael Monsoor DDG-1001）は、アメリカ海軍のミサイル駆逐艦であり、ズムウォルト級ミサイル駆逐艦の2番艦。

## 艦歴
2006年、イラクにて、仲間を手榴弾から守り戦死したシールズ隊員の、マイケル・モンスーア元二等兵曹に因んで命名された。1番艦のズムウォルトと同じバス鉄工所で建造が進められる。
2014年11月19日、最初の船体ブロックが船台に据え付けられ起工となった。2018年2月2日に受け入れ試験を成功裏に終えた。
2019年1月26日、当初の予定通りサンディエゴにて就役した。
2025年7月7日、米軍横須賀基地へ寄港。

## 脚注

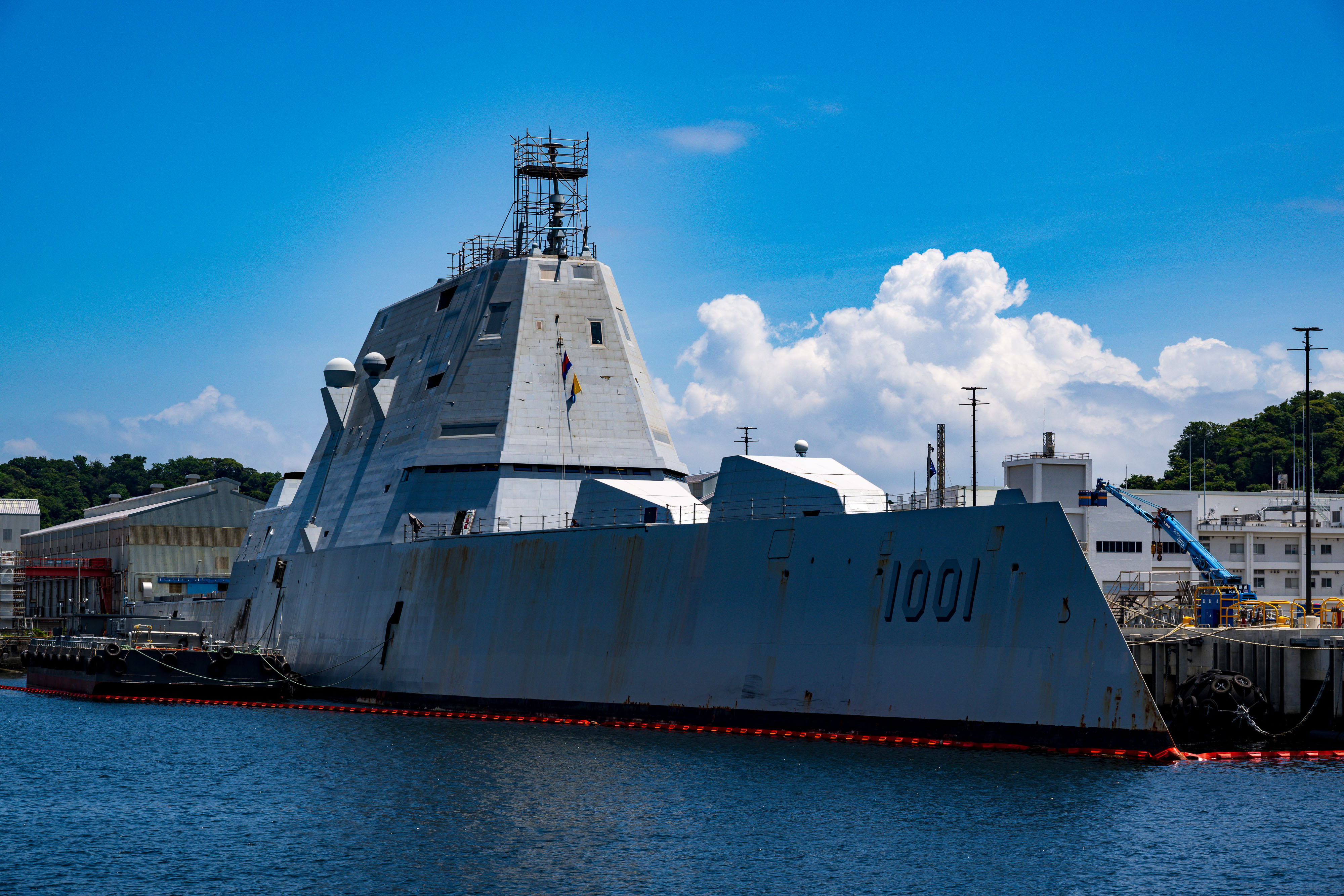
米軍横須賀基地に停泊中のマイケル・モンスーア